# Републикански път III-202
Републикански път IIІ-202 е третокласен път, част от републиканската пътна мрежа на България, преминаващ по територията на области Русе и Търговище. Дължината му е 65,1 км.
Пътят се отклонява надясно при 16,6-и км на Републикански път I-2 и се насочва на юг. Минава през село Щръклево, заобикаля от запад летището на град Русе и при село Нисово слиза в каньоновидната долина на река Бели Лом. Пресича реката и левият ѝ приток Малки Лом, изкачва се на платото и продължава на юг до село Кацелово, където слиза в дълбоката долина на река Черни Лом. Пресича реката, завива на югоизток и продължава нагоре покрай левият ѝ бряг като навлиза в Област Търговище. През селата Горско Абланово и Крепча се изкачва в източната част на Поповските височини при град Опака. От там завива на юг, слиза от височините преминава през село Гагово и достига до град Попово, като в източната му част се съединява с Републикански път III-204 при неговия 34,9 км.
| Пътища, отклоняващи се надясно (населено място, № на пътя, посока на пътя) | Км   | Пътища, отклоняващи се наляво (посока на пътя, № на пътя, населено място) |
| -------------------------------------------------------------------------- | ---- | ------------------------------------------------------------------------- |
| Община Иваново, Област Русе, I-2, 16,6 км →                                | 0,0  | → 16,6 км, I-2, Област Русе, Община Иваново                               |
| (за с. Красен) общински път ←                                              | 2,1  |                                                                           |
| с. Щръклево                                                                | 6,5  | → с. Щръклево, общински път (за с. Бъзън)                                 |
| с. Нисово                                                                  | 17,4 | → с. Нисово, общински път (за с. Сваленик)                                |
| (за с. Червен) общински път ←                                              | 27   |                                                                           |
| Община Две могили                                                          | 28,3 | → общински път (за с. Сваленик), Община Две могили                        |
| с. Кацелово                                                                | 32,3 | с. Кацелово                                                               |
| (от 26,8 км на I-5) III-5001, 26,3 км →                                    | 35,0 |                                                                           |
| Община Опака, Област Търговище                                             | 36,1 | Област Търговище, Община Опака                                            |
| с. Горско Абланово                                                         | 39,2 | с. Горско Абланово                                                        |
| (за с. Голямо градище) общински път, с. Крепча ←                           | 46   | → с. Крепча, общински път (за с. Гърчиново)                               |
| гр. Опака                                                                  | 51,1 | → гр. Опака, общински път (за с. Люблен)                                  |
| Община Попово                                                              | 55   | Община Попово                                                             |
| (за с. Паламарца) общински път, с. Гагово ←                                | 56,8 | с. Гагово                                                                 |
| (за с. Паламарца) общински път ←                                           | 61,7 |                                                                           |
| гр. Попово                                                                 | 64,1 | ← гр. Попово, 39 км, III-2002 (от град Цар Калоян)                        |
| (за 178,5 км на I-4) III-204, 34,9 км, гр. Попово ←                        | 65,1 | ← гр. Попово, 34,9 км, III-204 (от с. Гецово)                             |